# ماع خرو
"ماع خرو" (وفي صيغتها المؤنثة: ماعت خرو)، هي عبارة تعني "صادق الصوت" أو "المُبرّأ"  أو "الإشادة المقدمة له صحيحة". هذه العبارة ترتبط بمعتقدات الحياة الآخرة في مصر القديمة، حيث كان يجب على الأرواح المتوفاة أن تخضع لحكم أخلاقي. بعد اجتياز اختبار وزن القلب، يتم الحكم على الروح بأنها "ماع خرو" ويتم السماح لها بدخول الحياة الآخرة.، فيمكن القول أن هذا التعبير مواز في استخدامه لكلمات الثناء التي تلي اسم المتوفى عند ذكره في وقتنا الحالي مثل "المرحوم" أو "المتنيح".
غالبًا ما كانت العبارة تُستخدم للإشارة إلى شخص توفي وأصبح مؤلهًا في الآخرة بعد مروره بالاختبارات المتعددة، وتوضع بعد اسم الشخص المعني. ولذلك، نجدها كثيرًا في النقوش في القبور المصرية والمعابد الجنائزية الملكية، وخاصةً كجزء من عبارة تمهيدية للنقوش الذاتية التي تحتفل بإنجازات صاحب القبر أو المعبد في الحياة.